# Andrea de Cesaris

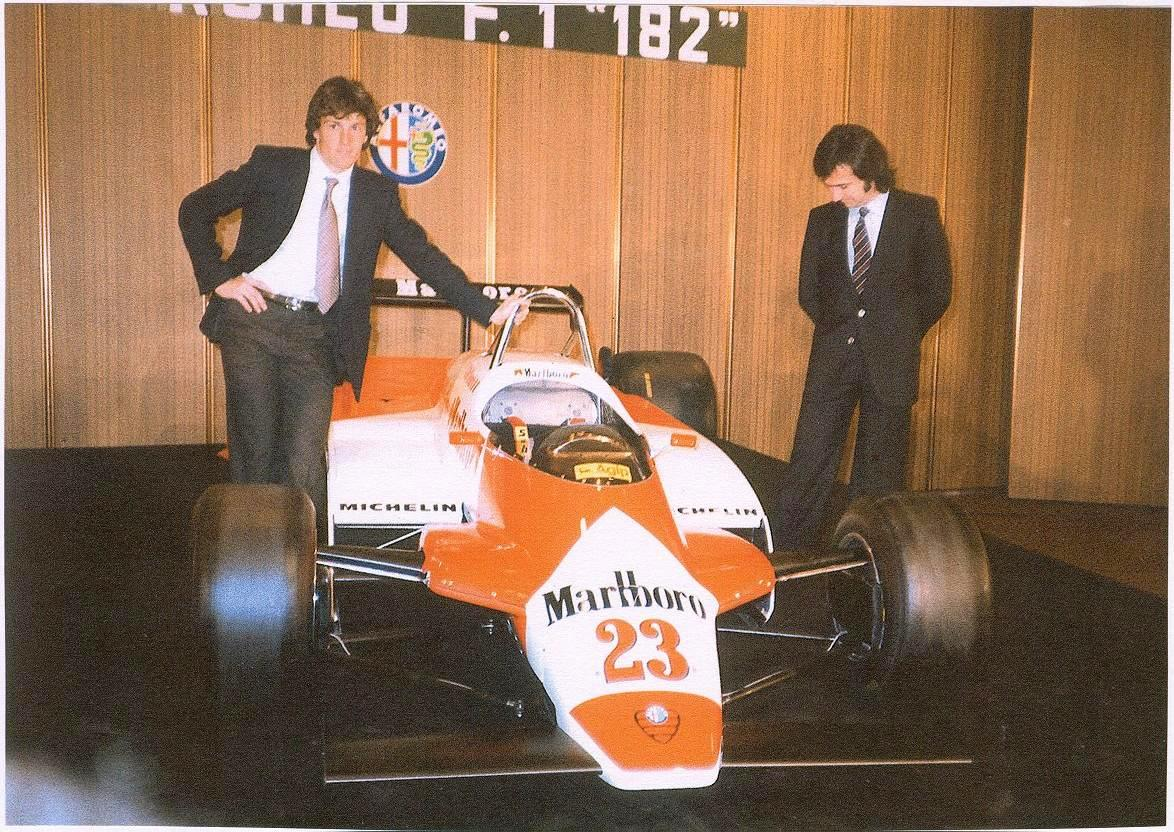
Andrea de Cesaris (links) bij de F1-bolide van Alfa Romeo, waarmee hij in 1982 in Grands Prix uitkwam. Rechts teamgenoot Bruno Giacomelli.

Andrea de Cesaris (Rome, 31 mei 1959 – aldaar, 5 oktober 2014) was een Italiaans formule 1-coureur. Hij debuteerde in het seizoen 1980 bij het team van Alfa Romeo, stond 208 keer aan de start van een Grand Prix en veroverde de eerste en enige poleposition uit zijn carrière in 1982 tijdens de Grand Prix van de Verenigde Staten in Long Beach. Zijn beste resultaat was de tweede plaats die hij behaalde tijdens de Grand Prix van Zuid-Afrika en de Grand Prix van Duitsland in 1983. De Cesaris heeft als formule 1-rijder de meeste starts op zijn naam staan zonder een overwinning geboekt te hebben.
De Cesaris was na zijn racecarrière woonachtig in Monaco en verdiende zijn geld met de valutahandel. Daarnaast stopte hij veel tijd in zijn hobby: windsurfen.
De Cesaris overleed op 5 oktober 2014 aan de gevolgen van een motorongeluk, op 55-jarige leeftijd.

## Formule 1-carrière
1980: De Cesaris debuteerde bij het team van Alfa Romeo, zijn teamgenoot was de Italiaan Bruno Giacomelli. De Cesaris reed absoluut niet slecht en had het naar zijn zin bij Alfa Romeo, maar kon toch het aanbod van McLaren om Alain Prost te vervangen niet weigeren. Hij zou dan ook in 1981 voor McLaren gaan racen naast John Watson.
1981: Stapte over naar het team van McLaren, zijn teamgenoot was John Watson. Zijn beste resultaat was een zesde plaats tijdens de Grand Prix van San Marino. Hij werd negentiende in de WK-stand, met één WK-punt.
1982: Kwam weer terug na een jaartje McLaren bij Alfa Romeo, zijn beste resultaat was een derde plek tijdens de Grand Prix van Monaco en hij behaalde de eerste en ook enige poleposition uit zijn carrière tijdens de Grand Prix van de Verenigde Staten op Long Beach. Hij werd zeventiende in de WK-stand, met vijf WK-punten.
1983: Reed zijn beste seizoen uit zijn carrière, hij werd achtste in de WK-stand, met vijftien WK-punten, stond twee keer op het podium en beide podiumplaatsen waren een tweede plek. Het team van Ligier, dat een zwaar jaar had in 1983, kreeg interesse in de Italiaan voor 1984. In 1984 zou De Cesaris dan ook daar een volledig seizoen gaan rijden.
1984: De Cesaris wordt achttiende in de WK-stand voor Ligier Renault, met drie WK-punten, zijn beste resultaat was een vijfde plaats tijdens de Grand Prix van Zuid-Afrika. Het seizoen ging een stuk minder goed dan in 1983, maar Ligier maakte weer een grote stap voorwaarts ten opzichte van het jaar ervoor.
1985: Andrea de Cesaris reed zijn tweede en laatste seizoen bij het team van Ligier Renault, waar hij een nieuwe Franse teamgenoot kreeg in de persoon van Jacques Laffite. De Cesaris reed een stuk minder goed dan het jaar ervoor en werd om z'n oren gereden door Laffite, die twintig WK-punten scoorde en ook nog een podiumplaats opeiste tijdens de laatste Grand Prix van het seizoen. De Cesaris scoorde weer drie WK-punten, net als in 1984. Dit keer was zijn beste resultaat een vierde plaats tijdens de Grand Prix van Monaco, de enige race waarin zijn racetalent volledig tot uiting kwam en de kwaliteiten van de Ligier naar voren kwamen. De Cesaris werd weer achttiende in de WK-stand, net als het jaar ervoor.
1986: Andrea de Cesaris maakte de overstap naar het Italiaanse team van Minardi. Dit team had het jaar ervoor, in 1985, zijn debuut gemaakt en had toen alleen Pierluigi Martini als coureur. In 1986 had De Cesaris als teamgenoot de rookie Alessandro Nannini. De Minardi was absoluut niet slecht, maar de motoren waren niet heel erg betrouwbaar; De Cesaris viel dan ook regelmatig uit. In 1987 zou hij overstappen naar Brabham, om daar een volledig seizoen te gaan rijden.
1987: De Cesaris reed een prima seizoen bij het team van Jack Brabham. Hij werd veertiende in de WK-stand met vier WK-punten en veroverde ook nog een podium tijdens de Grand Prix van België,waarin hij derde werd. Hij wist dat jaar echter niet meer dan twee races uit te rijden.
1988: Andrea de Cesaris moest zijn heil zoeken bij het team van Rial Racing, aangezien het team van Brabham er in 1988 een jaartje tussenuit zou gaan. De Italiaan reed net als in 1987 een redelijk seizoen, hij werd vijftiende in de WK-stand met drie WK-punten, met als beste resultaat een vierde plaats tijdens de Grand Prix van de Verenigde Staten op het circuit van Detroit.
1989: Andrea de Cesaris werd aangetrokken door de Italiaanse renstal Dallara. Dit team wilde graag een snelle Italiaanse coureur hebben en dus kreeg De Cesaris een contract voor twee jaar aangeboden. Het was zeker geen slecht jaar voor De Cesaris; hij begon wat netter te rijden en kwam wat vaker aan de finish dan het jaar ervoor. Hij werd achttiende in de WK-stand, met vier WK-punten. Zijn beste resultaat behaalde hij tijdens de Grand Prix van Canada, waar hij als derde aan de finish kwam. Het was de eerste keer dat een Dallara het podium haalde. En dan te bedenken dat het team pas het jaar ervoor zijn debuut had gemaakt, met een andere Italiaanse rijder, Alex Caffi.
1990: Een iets minder seizoen dan in de jaren ervoor voor De Cesaris. De Dallara was absoluut geen slechte wagen, maar kende net als de Minardi waarin hij in 1986 had gereden, wat problemen met de betrouwbaarheid en dat kostte de Italiaan tijdens de openingsronde van het seizoen in Amerika (Phoenix) een derde plaats. Hij en Pierluigi Martini in zijn Minardi maakten het Ayrton Senna, die in deze wedstrijd vanaf pole vertrok, erg moeilijk. Het haalde echter niets uit en Senna won uiteindelijk de wedstrijd en later ook het kampioenschap. Martini, die lange tijd tweede lag tijdens de wedstrijd, moest deze na een tijdje ook staken; De Cesaris lag toen allang uit de wedstrijd. De Cesaris kende verder in het seizoen nog regelmatig pech met zijn Dallara en besloot dan ook om in 1991 naar het nieuwe team van Eddie Jordan te vertrekken.
1991: De Cesaris reed zijn op een na beste seizoen; hij reed regelmatig met de top zes mee en was zeer tevreden over de Jordan 191. Het was nog maar het debuutjaar voor Jordan en toch kon het team al erg goed meekomen met de betere renstallen. De Cesaris sloot het seizoen af met een negende plaats in de WK-stand met negen WK-punten. Hij werd twee keer vierde, een keer zesde en ook nog een keer vijfde. De Cesaris kreeg echter een aanbod van Ken Tyrrell om in 1992 en 1993 voor hem te gaan racen en aangezien De Cesaris wist dat de kans groot was dat met een Tyrrell podiumfinishes konden worden behaald, besloot hij Jordan te verlaten en over te stappen naar Tyrrell om daar in 1992 naast Olivier Grouillard te racen.
1992: Andrea de Cesaris maakte uiteindelijk een goede keuze om Jordan te verlaten, want 1992 was voor Jordan een behoorlijk zwaar seizoen, waarbij een zesde plaats het beste finishresultaat bleek. Jordan boekte dus geen vooruitgang in 1992, maar kende een behoorlijke terugval. De Cesaris daarentegen reed weer een sterk seizoen en versloeg zijn teamgenoot vaak. Hij werd evenals het jaar ervoor negende in de WK-stand, alleen dit keer met acht WK-punten, één punt minder dan in 1991. Echter kon De Cesaris weer geen podiums pakken. Wat met de vorige Tyrrell wel mogelijk was geweest, lukte met de Tyrrell van 1992 niet. De Cesaris werd een keer vierde, een keer zesde en twee keer vijfde.
1993: Tyrrell viel dit seizoen behoorlijk door de mand. De nieuwe Tyrrell, die uiterlijk veel weg had van die van de jaren ervoor, bleek moeilijk mee te kunnen komen met de top. De Cesaris en zijn nieuwe teamgenoot en debutant Ukyo Katayama kenden veel pech, want behalve dat de nieuwe Tyrrell niet de snelste Tyrrell ooit was, was deze bovendien niet erg betrouwbaar. Dat kostte beide coureurs regelmatig een aantal punten. De Cesaris kon zijn contract verlengen, maar besloot om terug te gaan naar het team van Jordan, waar hij in 1991 ook voor had gereden en waarmee hij een behoorlijk goed seizoen had beleefd.
1994: Achteraf bleek de keuze om terug te gaan naar het team van Jordan de verkeerde. Het team dat in 1992 en in 1993 zware jaren kende en niet erg veel punten scoorde, kon wel weer meedoen met de betere teams in 1994, maar Tyrrell reed in 1994 weer regelmatig met beide coureurs in de punten en Mark Blundell scoorde zelfs nog een podiumplaats tijdens de Grand Prix van Spanje, waar hij als derde aan de finish kwam. De Cesaris reed erg verdienstelijk in de Jordan; hij scoorde drie WK-punten met als beste resultaat een vierde plaats in de Grand Prix van Monaco, waar hij eerder in 1985 ook al vierde was geworden.
De tweede seizoenshelft reed De Cesaris bij het team van Sauber, weliswaar geen slechte wagen, maar wel een mindere dan de Jordan Hart waar hij in het begin van het seizoen mee had gereden. Zijn beste resultaat in de Sauber was een zesde plaats. Uiteindelijk kwam De Cesaris als twintigste aan de finish in de WK-eindstand met vier WK-punten. Aangezien hij in 1995 niet kon blijven bij Sauber, besloot Andrea de Cesaris een punt achter zijn carrière als formule 1-coureur te zetten.
Statistieken in het kort:
- GP-starts: 208
- Gefinishte races: 71
- Polepositions: 1
- Beste resultaat: 2de
- Podiums: 5
- Punten: 59
- Snelste rondes: 1
- Ronden aan de leiding: 32
- Teams: Alfa Romeo (1980, 1982-83), McLaren (1981), Ligier (1984-85), Minardi (1986), Brabham (1987), Rial (1988), Dallara (1989-90), Jordan (1991, 1994), Tyrrell (1992-93), Sauber (1994)